# CONNECT (ラジオ番組)
CONNECT（コネクト）は、毎週平日午後にLuckyFM茨城放送で放送されているラジオ番組である。

## 概要
コンセプトは「茨城の夕方、ラジオの前のあなたとつながる情報エンターテイメント番組。」
ニュースや茨城県内の話題、トレンド情報や音楽、トークを各曜日のパーソナリティが届ける番組である。

## 放送時間
2025年4月～
- 月曜 - 金曜:16:00 - 18:55

 過去(2024年4月～2025年3月まで) 
- 月曜:16:00 - 18:40
- 火曜 - 金曜:16:00 - 18:55

 過去(2024年3月まで) 
- 月曜:16:00 - 18:30
- 火曜 - 木曜:16:00 - 18:45
- 金曜:16:00 - 18:35

## パーソナリティ
2024年10月現在 
- 【月曜】煙山ゆう（2024年5月 - ）
- 【火曜】MiC（2018年1月 - 、2024年4月までは月曜も担当）
- 【水曜】小菅玲菜（2024年10月 - ）
- 【木曜】木村仁美（2024年4月 - ）
- 【金曜】中村ナツ子（2022年4月 - ）

 過去 
- 【水曜】水間有紀（2018年1月 - 2024年9月）
- 【木曜】川口智美（2021年1月 - 11月18日）
- 【木曜】金田優香（2021年11月25日 - 2023年6月）
- 【木曜】細田阿也（2023年7月 - 2024年3月）
- 【金曜】山下真保子（2021年4月 - 2022年3月）

## タイムテーブル
2025年7月現在
- 16:05 LuckyFMニュース
- 16:08 LuckyFM天気予報
- 16:10 LuckyFM交通情報
- 16:20 CONNECTCHANNEL
- 16:40 LuckyFM交通情報
- 16:42 LuckyFM週間天気予報
- 17:00 LuckyFMニュース
- 17:03 LuckyFM天気予報
- 17:06 LuckyFM交通情報
- 17:15 ほっとボイス
- 17:30 LuckyFMニュース
- 17:45 LuckyFM交通情報
- 17:48 茨城空港インフォメーション
- 17:55 ラジオ県だより
- 18:00 LuckyFMニュース
- 18:03 LuckyFM天気予報
- 18:05 LuckyFM交通情報
- 18:15 コネクトエアポート〜World to Yu～（月）、月刊アストロプラネッツ（第2月）、世界知ってミックス！（火・最終週）、GO!GO!茨城ロボッツ（火）、ライヴ・ラリー・ドライヴ（火）、日本M&Aセンターpresents三宅卓の経営天国inいばらき（水）、Cross Tune（木）、エンタメななめ読み（金）
- 18:30 何でもオピニオン（火）、水曜日の一杯 れなちょとなに飲む？（水）、こねくと自由帳（第1・3木）、ひぃちゃんの旅ノート（第2・4木）、くじ引き音楽堂（金）